# Súr
Súr (zm. po 955) – wódz węgierski z dynastii Arpadów z rodu Jutasa. Przypuszcza się, że mógł być synem Fajsza.
W bitwie nad rzeką Lech w 955 armia madziarska pod wodzą jego, Bulcsú i Lehela poniosła druzgocącą klęskę z rąk Niemców. Súr jako jedyny z trzech węgierskich dowódców nie wpadł w ręce wroga.